# Los protectores (Shield of Straw)
Los protectores (en japonés: 藁の楯, Wara No Tate?) conocida internacionalmente como Shield of Straw, es una película japonesa de 2013 dirigida por Takashi Miike. Es una adaptación de la novela homónima de Kazuhiro Kiuchi de 2004.

## Argumento
Ninagawa es un rico político japonés cuya sobrina de siete años fue presuntamente asesinada por Kunihide Kiyomaru, un criminal reincidente. Angustiado por el dolor y sabiendo que le queda poco tiempo de vida, decide ofrecer una recompensa de mil millones de yenes por la cabeza del asesino. Para protegerse, Kiyomaru se entrega a las autoridades de Fukuoka, y se crea un grupo de cinco detectives de la sección de seguridad de la Policía Metropolitana de Tokio, que llegan a Fukuoka con el objetivo de escoltar al criminal de vuelta a Tokio, donde será juzgado. Inicialmente el traslado se realiza en un furgón blindado, sin embargo tras un enfrentamiento con unos policías corruptos, los agentes deciden trasladarse por Shinkansen.
Entre los policías se encuentra Kazuki Mekari, un agente honrado que tiene a sus espaldas la dolorosa muerte de su esposa; Atsuko Shiraiwa, una joven que se vio obligada a criar a su hijo sola y que aceptó la misión con la esperanza de obtener un ascenso; Kenji Sekiya, un agente amable y experimentado; Takeshi Okumura, un policía que resulta ser un traidor; y el joven oficial Masataka Kanbashi.
En su enpeño por llevar su misión a cabo, los cinco detectives no solo deben enfrentarse a cada persona que se les cruce en el camino, sino también a la desconfianza que surge entre ellos. Y además, a los profundos dilemas morales que sienten, por si merece la pena todo el esfuerzo que están desempeñando por proteger a un ser humano tan despreciable.

## Reparto
| Actor                    | Papel                                               |
| ------------------------ | --------------------------------------------------- |
| Takao Osawa              | Kazuki Mekari                                       |
| Nanako Matsushima        | Atsuko Shiraiwa                                     |
| Gorô Kishitani           | Takeshi Okumura                                     |
| Masatō Ibu               | Kenji Sekiya                                        |
| Kento Nagayama           | Masaki Kamihashi                                    |
| Hirotarō Honda           | Oki                                                 |
| Gō Ibuki (Shingo Ibuki)  | Superintendente Takamine                            |
| Kazuya Takahashi         | Nishino                                             |
| Kimiko Yo                | Chikako Yuri                                        |
| Masato Yoshizawa         | Director de orquesta Nosaka                         |
| Takuma Otoo              | Agente de seguridad                                 |
| Kenji Nagae              | Sakakida                                            |
| Wataru Shihōdō           | Detective                                           |
| Kazuyoshi Ozawa          | Matón                                               |
| Yoshiyuki Yamaguchi      | Matón                                               |
| Yasukaze Motomiya        | Matón                                               |
| Miho Ninagawa            | Chie Kinugasa                                       |
| Tarō Suwa                | Taxista                                             |
| Daikichi Sugawara        | Jefe de la primera división de investigación        |
| Masahiko Sakata          | Jefe del departamento de investigación criminal     |
| Masahiro Sodou           | Subordinado de Ninagawa                             |
| Ichirō Hashimoto         | Detective de la policía de la prefectura de Fukuoka |
| Satoshi Niizuma          | Tanaka                                              |
| Yuto Nakano              | Detective de la policía de la prefectura de Fukuoka |
| Takashi Nishina          | Médico                                              |
| Satoshi Judai            | Akira Machida                                       |
| Takahiro Kuroishi        | Shota Makabe                                        |
| Issei Okihara            | Tatsuo Fujihira                                     |
| Shirō Namiki             | Personal de ambulancia                              |
| Masahiro Noguchi         | Superintendente                                     |
| Katsuya (Hideto Katsuya) | Conductor del remolque                              |
| Tsunehisa Fujii          | Locutor de Nippon Television                        |
| Daisuke Sugaya           | Locutor de Nippon Television                        |
| Taichi Masu              | Locutor de Nippon Television                        |
| Hajime Satō              | Locutor de Chūkyō Television Broadcasting           |
| Toshihiko Fujii          | Presentador de Chūkyō Television Broadcasting       |
| Hitomi Ichinose          | Presentadora de Chūkyō Television Broadcasting      |
| Tatsuya Fujiwara         | Kunihide Kiyomaru                                   |
| Tsutomu Yamazaki         | Ninagawa                                            |

## Otros créditos
- Producido por: Tomoko Jô y William Ireton.
- Producción: Suzuko Fujimoto, Takeo Hisamatsu, Toshiaki Okuno, Yoshio Irie, Kentarō Kawabe, Shingo Endo y Hiroyuki Fujikado.
- Productores ejecutivos: Seiji Okuda y Hiroyoshi Koiwai.
- Productores: Naoaki Kitajima, Misako Saka y Shigeji Maeda.
- Iluminación: Yoshi Watabe.
- Diseñador de producción (arte): Yûji Hayashida.
- Grabación (sonido): Jun Nakamura.
- Decoración: Akira Sakamoto.
- Asistente de dirección: Takeshi Watanabe.
- Efectos de sonido: Kenji Shibasaki.
- Directora de CGI: Kaori Ohtagaki (Kaori Ôtagaki)
- Casting: Masako Itô.
- Productores de línea: Tomoyuki Imai y Shin'ya Zenda.
- Gerente de producción: Kenta Horioka y Masashi Nakajima.
- Producción taiwanesa: Hwa-Kun Chang.
- Supervisión policial: Kenichi Furuya.
- Cooperación de Taiwán: City Films, Taipei City Government, Department of Cultural Affairs - Taipei City Government, Taipei Film Commission y Taiwan High Speed Rail Corporation.
- Cooperación de producción: Rakueisha.

## Producción
La película comenzó rodarse el 19 de agosto de 2012.Las escenas de acción se filmaron en Nagoya, el puerto de Yokkaichi en la prefectura de Mie y Taiwán,mientras que las escenas del convoy de trenes se filmaron en el Tren de Alta Velocidad de Taiwán.
El rodaje se realizó en Taiwán porque se denegó el permiso para filmar en Japón por razones de seguridad. Miike se explicó diciendo: «Nosotros, los cineastas, entendemos que esto es lo más lejos que se puede llegar en Japón. Quería romper ese límite».

#### Remake
El 24 de octubre de 2016, se anunció que EuropaCorp junto a All Nippon Entertainment Works, Nippon Television y Depth of Field (DOF), estaban desarrollando una versión en inglés que se estrenaría en 2017.Sería escrita por Creighton Rothenberger y Katrin Benedikt, y producida por Chris Weitz, Andrew Miano y Dan Balgoyen de Depth of Field, Sandy Climan y Annmarie Bailey de All Nippon Entertainment Works, y Naoaki Kitajima de Nippon Television.Pero hasta el momento, no se había publicado nada más sobre el proyecto.

## Lanzamiento
La película fue nominada a la Palma de Oro en el  66.º Festival Internacional de Cine de Cannes de 2013.Se estrenó en Japón el 26 de abril de 2013, en 325 cines de todo el país, incluyendo las salas: Marunouchi Piccadilly 1, Shinjuku Piccadilly Cinema, Shibuya Humax Cinema y TOHO Cinemas Roppongi Hills. En sus dos primeros días de estreno, recaudó 186.928.400 yenes y atrajo a 145.148 espectadores, lo que la convirtió en la quinta película más taquillera del fin de semana.En España se estrenó en el Festival de cine de sitges de 2013.
Fue lanzada en Japón en DVD y Blu-ray por Warner Home Video en dos ediciones diferentes:
- Shield of Straw Standard Edition (藁の楯 わらのたて 通常版?) (1 disco) Lanzado el 18 de septiembre de 2013 en versión Blu-ray, y el 28 de septiembre de 2013 en DVD.[12]
  - Anuncio especial, tráiler de cine y colección de anuncios de televisión.
  - Elenco/Personal (Menú)
  - Bono de edición limitada: Mini prensa (16 pag.)
- Shield of Straw Blu-ray & DVD Set Premium Edition [Limited Edition] (【初回限定生産】藁の楯 わらのたて ブルーレイ&DVDセット プレミアム・エディション?)  (3 discos) Lanzado el 18 de septiembre de 2013.[13]
  - Disco 1: Blu-ray principal (igual que la versión estándar)
  - Disco 2: DVD principal (igual que la versión estándar)
  - Disco 3: DVD extra:
    - Making of (88:00 min.)
    - Colección de entrevistas: Takao Osawa (9:24 min.), Nanako Matsushima (10:16 min.), Tatsuya Fujiwara (8:57 min.) y Takashi Miike (5:23 min.)
    - Conferencia de prensa de finalización de la película (7:57 min.)
    - Saludos desde el escenario, estreno mundial (13:22 min.)
    - El director Takashi Miike presenta una conversación solo para adultos con Takao Osawa (13:33 min.)
    - Estreno en Japón y alfombra roja (11:26 min.)
    - Saludo en el escenario de la ceremonia de apertura (12:16 min.)
    - Escenas eliminadas (15:00 min.)
    - Una conversación entre el director Takashi Miike y Kyosuke Himuro (14:03 min.)

  - Diario cinematográfico con imágenes detrás de escena (52 páginas)
  - Mini prensa (igual que la versión estándar)
  - Digipack con estuche exterior especial.

La primera transmisión terrestre fue en el programa de cine Friday Road Show (金曜ロードショー) de Nippon Television, el 30 de mayo de 2014.
También fue lanzada en DVD y Blu-ray en otros países por diferentes distribuidoras. No se lanzó en Estados Unidos ni en Reino Unido. En España se lanzó en 2014 en ambos formatos, por Selecta Visión.

## Recepción
En una reseña se BlogVisual comentan que: «Shield of straw cumple su cometido si lo que buscas es ver un thriller policíaco usual y común, con algún que otro momento de mayor intensidad pero que en conjunto hace que sus dos horas de duración lleguen a ser algo excesivas. Como digo, Miike hace un buen trabajo pero claro, cuando uno va a ver una cinta de este director espera encontrar algunas cosas más que aquí no se encuentran. No todo lo que firma Miike puede ser de la misma calidad y esta cinta se lleva al aprobado pero no llega al notable ni sobresaliente de otros grandes trabajos».
Panos Kotzathanasis en una reseña para Asian Movie Pulse, escribió: «Shield of straw no es una mala película, y a veces puede ser muy entretenida. Sin embargo, podría haber sido una obra maestra gracias a su guion, si Miike hubiera sabido exactamente lo que quería hacer, el reparto hubiera sido mejor y su duración hubiera sido mucho más corta».

## Tema musical
La película contó con un tema musical del cantante japonés Kyosuke Himuro, titulado: North of Eden (ノース・オブ・エデン?). Fue lanzado como su sencillo número 29 por Warner Music Japan, el 1 de mayo de 2013, producido por Rob Cavallo.
- Letra: Yukinojo Mori
- Música: Kyosuke Himuro
- Arreglos: Kyosuke Himuro y Rob Cavallo (versión en inglés)

El director Takashi Miike, reconocido fan de Himuro, le envió una carta pidiéndole que compusiera el tema principal para la película, y Himuro escribió la canción después de leer el guion.

El sencillo está disponible en dos versiones: una edición regular que contiene la canción, y una edición limitada que viene con un DVD que incluye un vídeo en directo del tema WARRIORS (de COUNTDOWN LIVE "CROSSOVER 12-13"), y un vídeo especial de una conversación entre Kyosuke Himuro y el director Takashi Miike. 

## Reconocimientos
- 66.º Festival Internacional de Cine de Cannes de 2013.[19]
Sección oficial largometrajes a concurso.
  - Nominación a la Palma de Oro: Mejor película.
- Festival de Fantasporto de 2014.
  - Nominada a Mejor película.

Estuvo en la lista de las 10 mejores y las 10 peores películas japonesas de 2013 de la revista Eiga Geijutsu (映画芸術, Cinema art?)